# Mesquite, Novi Meksiko
Mesquite je neuključeno područje i popisom određeno mjesto u okrugu Doñi Ani u američkoj saveznoj državi Novom Meksiku. 
Dio je metropolitanskoga statističkog područja Las Crucesa.
Prema popisu stanovništva SAD 2010., imao je 1 112 stanovnika.

## Ime
Osnovali su ga radnici željeznice Santa Fea. Nazvali su ga po grmu koji je gusto rastao duž tračnica. Otporni pustinjski grm dugo je bio dio krajobraza.

## Zemljopis
Zemljopisni položaj je 32°9′52″N 106°41′48″W / 32.16444°N 106.69667°W (32,1669893;-106,6885031). Prema Uredu SAD-a za popis stanovništva, zauzima 2,12 km² površine, sve suhozemne.
Smješten je u Dolini Mesille (eng. Mesilla Valley, špa. Valle de la Mesilla) na istočnoj strani Rio Grandea. Međudržavna cesta br. 10 (Interstate 10) prolazi tik istočno od Mesquitea.

## Promet i infrastruktura
U Mesquiteu je osnovna škola, baptistička crkva i poštanski ured ZIP koda 88048.

## Stanovništvo
Prema podatcima popisa 2010. ovdje je bilo 1 112 stanovnika, 335 kućanstava od čega 278 obiteljskih, a stanovništvo po rasi bili su 72,0% bijelci, 0,2% "crnci ili afroamerikanci", 1,3% "američki Indijanci i aljaskanski domorodci", 0% Azijci, 0% "domorodački Havajci i ostali tihooceanski otočani", 24,5% ostalih rasa, 2,0% dviju ili više rasa. Hispanoamerikanaca i Latinoamerikanaca svih rasa bilo je 95,7%.